# Kalendarium Bochotnicy
Bochotnica – po raz pierwszy w źródłach występuje w 1317, zwana też Małąwieś położona 4 km na NE od Kazimierza Dolnego, u ujścia rzeki Bystrej do Wisły, około 85 km na NE od klasztoru świętokrzyskiego, 22 km na NE od Braciejowic.

## Podległość administracyjna
- Powiat lubelski, wiek XIX powiat nowoaleksandryjski.
- Parafia Kazimierz Dolny.

## Kalendarium wieku XV
Wieś stanowiła własność szlachecką. Wymieniona została w dokumencie z r. 1330 w liczbie włości Dzierzka kasztelana krakowskiego i brata jego Hostasiusza (Ostasza) herbu Lewart (protoplaści rodu Firlejów)  Do Bochotnicy według tegoż aktu należały dwie wioski (villulae): Wirzchoniów i Rudka (Kod. Mał., II,275).
- pomiędzy 1317-30 rokiem Władysław Łokietek dwukrotnie przenosi na prawo średzkie Bochotnicę wraz z przynależnymi doń wsiami Rudka i Wierzchoniów, należące do braci Dzierżka i Ostasza z Bejsc i Mełgwi[5][6]

Z obszaru archidiakonatu lubelskiego przeniesienie na to prawo dotyczy całych wsi (Goszczą, Mełgiew, Janowice, Dąbrówka, Sławin, Motycz, Bochotnica i Markuszów) lub ich części (Tarkawica i Kolechowice). Niewątpliwie wsie te istniały w momencie translacji na prawo niemieckie z prawa polskiego
- w roku 1380 w dziale między synami zmarłego Eustachego, Piotrowi przypadają Bejsce, Zakrzów i inne wsie w powiecie radomskim i wiślickim, zaś Jakubowi Bochotnica, Brzuthy!, Rudka, Wierzchoniów, Stok, Klementowice, Boguchwałowice, Płonki, Markuszowice, Drzewcza, Spomagacz! (tj. zapewne Brzozowa Gać)oraz Gutanów w ziemi lubelskiej[8]
- 1399 Klemens z Kurowa - kasztelan żarnowski wypłaca za zamek Bochotnicki 550 grzywien Jaśkowi z Bejsc[9]
- 1409-41 dziedzicem był Piotr Kurowski[10][11]
- 1420 znany jest Janusz burgrabia w Bochotnicy[12]
- 1442 Piotr Kurowski kasztelan sądecki wystawia w Bochotnicy przywilej dla miasta Kurowa[13]
- 1461 na zamku w Bochotnicy odbył się sąd kasztelański lubelski[14]
- 1462-6 zamek i wieś Bochotnica należą do klucza kurowskiego.
- 1464 w dziale dóbr macierzystych między Stanisławem Zbąskim a jego siostrą Katarzyną zamek Bochotnica oraz wsie Bochotnica, Stok i Wierzchoniów przypadają Katarzynie[15]
- 1470-80 W połowie XV w. jak pisze Długosz dziedzicem tu jest Piotr Kurozwęcki h. Szreniawa. Wieś miała 12 łanów kmiecych.

W drugim opisie Długosz dziedzica nazywa Kurowskim, a dziesięcinę folwarczną każe oddawać do Klimuntowic (Długosz L.B. t.II s.553 i t III s.247).
- 1466 znany jest Minkowski burgrabia w Bochotnicy[16]
- 1469 w działach Katarzyna żona Jana Oleśnickiego[17]
- 1501-6 dziedzicem Jan Oleśnicki z Sienna kasztelan małogojski[18]
- 1521-3 tenże wojewodą lubelskim[19](Starodawne Prawa Polskiego Pomniki t.VI s.263).

## Powinności dziesięcinne wsi
Dziesięciny pobierają:  klasztor świętokrzyski i pleban Kazimierza [Dolnego].
- Według Długosza 1470-80 z 12 łanów dziesięcinę snopową i konopną wartości do 10 grzywien dowożą klasztoru świętokrzyskiego, jemu też oddaje dziesięcinę karczma z rolą, z zagród i folwarku dziesięcinę snopową wartości do 2 grzywien pobiera pleban Kazimierza lub Klementowic (Długosz L.B. t.II s.553; t.III s.247)
- 1529 dziesięcina snopową z Bochotnicy i  Rąblowa wartości 3 grzywien należy do stołu konwentu świętokrzyskiego, natomiast od 3 zagrodników i z pewnych ról folwarcznych dziesięcinę snopową wartości 2 grzywien pobiera pleban Klementowic[20]
- W latach 1631, 1637-8, 1640  trwał spór konwentu świętokrzyskiego z Borkowskimi o dziesięciny z Bochotnicy[21]
- 1641 zapadł wyrok w sporze klasztoru świętokrzyskiego z Borkowskim i Młotkowskim o dziesięciny z Bochotnicy (ib.);
- 1645 zawarto ugodę pomiędzy konwentem świętokrzyskim z Janem Borkowskim o dziesięciny z Bochotnicy (ib.);
- 1652 Jan Borkowski płaci konwentowi świętokrzyskiemu za dziesięciny z Bochotnicy 70 zł rocznie (AG nab. 956 1,2);
- 1659 [?] kolejna ugoda konwentu świętokrzyskiego ze Stanisławem Borkowskim o dziesięciny z Bochotnicy, Wierzchoniowa i  Karmanowic[22]
- 1659-60 trwa proces klasztoru świętokrzyskiego z Borkowskim i Włoskowskim o dziesięciny z Bochotnicy (ib.);
- 1683 list Borkowskiego do przeora świętokrzyskiego w sprawie odebrania przez klasztor swoich dziesięcin z Bochotnicy (ib. 113);
- 1657-71, 1675-9, 1680-1, 1681-7, 1730-1 dziesięciny płacone tak jak w Celejowie[a]
- 1819 za dziesięciny gmina płaci konwentowi świętokrzyskiemu 100 zł rocznie[23]
- 1883 Bochotnica posiadała 531 mieszkańców.

## Badania archeologiczne
W ramach projektu Archeologiczne Zdjęcie Polski odkryto ślady materialne z VII-X
Niezwykle interesujący przypadek w Bochotnicy stanowią odkryte w peryferyjnej strefie terasy dennej Bystrej pozostałości rzędowego cmentarzyska szkieletowego, gdzie w ocalałych grobach znaleziono przy szkieletach denar krzyżowy i miecz datujące cmentarz na drugą połowę XI i początek XII w (P. Lis 1997, s. 199-202). Z wcześniejszych badań powierzchniowych można stwierdzić, że cmentarzysku towarzyszyły dwie duże osady rozlokowane już na wysoczyźnie lessowej.

## Zamek Esterki
Zamek Esterki -zbudowany w połowie XIV w. z inicjatywy przodków rodu Firlejów. Pierwotnie miał kształt wieloboku z dziedzińcem i budynkami mieszkalnymi od północy oraz bramą od południa. W 1399 r. zamek kupił od Jana z Bejsc Klemens z Kurowa, kasztelan żarnowski. Pod koniec XV w. zamek przeszedł w ręce Anny Zbąskiej. Z początkiem wieku XVI dziedzicem został Jan Bochotnicki z Oleśnicy (Oleśnicki) herbu Dębno jako sukcesor po matce Katarzynie ze Zbąskich z Kurowa, wtedy też zamek przebudowano dodając część mieszkalną, stawiając nową bramę i most zwodzony. Zamek został zniszczony podczas którejś z wojen i opuszczony ostatecznie w XVII w.

Dziewiętnastowieczny opis zamku bochotnickiego autorstwa Bronisława Chlebowskiego

Na szczycie góry lasami porosłej dają się widzieć zwaliska starożytnego zamku, który, jak podanie niesie, założył w XIV w. słynny z rozbojów Maciej Borkowicz wojewoda poznański, i w którym oddana mu pod dozór miała przebywać żydówka Esterka ulubienica Kazimierza Wielkiego, podczas gdy król ten przebywał w Kazimierzu. Osobliwszy ten zameczek, w półokrąg zabudowany, z zachodnią tylko ścianą płaską, w której brama wjazdowa była wybitą. Oprócz zewnętrznych murów, bardzo już uszkodzonych i śladu piwnic, nic więcej nie dochował, a z pozostałych tylko
szczątkow. Całość nawet jego odgadnioną być nie może. Obok bramy widać że była wieża, ściana bowiem w tym miejscu znacznie wzniesioną jest w górę; ścianę tej wieży podpierały dwie skarpy, z których jedna w całości, drugiej dolna cześć tylko została. Obok bramy są ślady jakichś ozdób z kamienia wykutych: podług zaś podania miejscowego, prowadził do niej most. nad szerokim parowem rzucony.
Zamek ten stawiany był głównie z kamienia, zewnętrzna tylko powłoka muru jest z cegły czerwonej. Położenie jego dosyć wyniosłe, lecz z powodu mocnego drzewami zarośnięcia trudno ocenić, czy był on kiedy obronnym.
Opodal  zamku, już poza wąwozem, znajdują się zwaliska innego budynku, formy czworokątnej, po rogach skarpami wspartego; są to szczątki kaplicy, nie współczesnej wprawdzie zamkowi, ale w każdym razie z XVII przynajmniej pochodzącej wieku; kaplica ta, częścią z kamienia, częścią z cegły stawiana i po wierzchu tynkowana: znajduje się pod nią. grób murowany, a obok była niegdyś chatka, w której przemieszkiwał pustelnik. Widok stąd na dolinę i na przeciwległe wzgórza, gęsto lasem zarosłe, zachwycający.
Ruiny te i malownicza dolina bochotnicka stanowią cel wycieczek dla zwiedzających pobliskie Puławy. Kazimierz i dla przyszłych gości zakładu kąpielowego w niedalekim również Nałęczowie

.

## Literatura
- Bochotnica, [w:] Słownik geograficzny Królestwa Polskiego, t. I: Aa – Dereneczna, Warszawa 1880, s. 269.
- Józef Gacki. J. Gacki, Benedyktyński klasztor na Łysej Górze. „Benedyktyński klasztor na Łysej Górze”.brak numeru strony